# Katja Meier

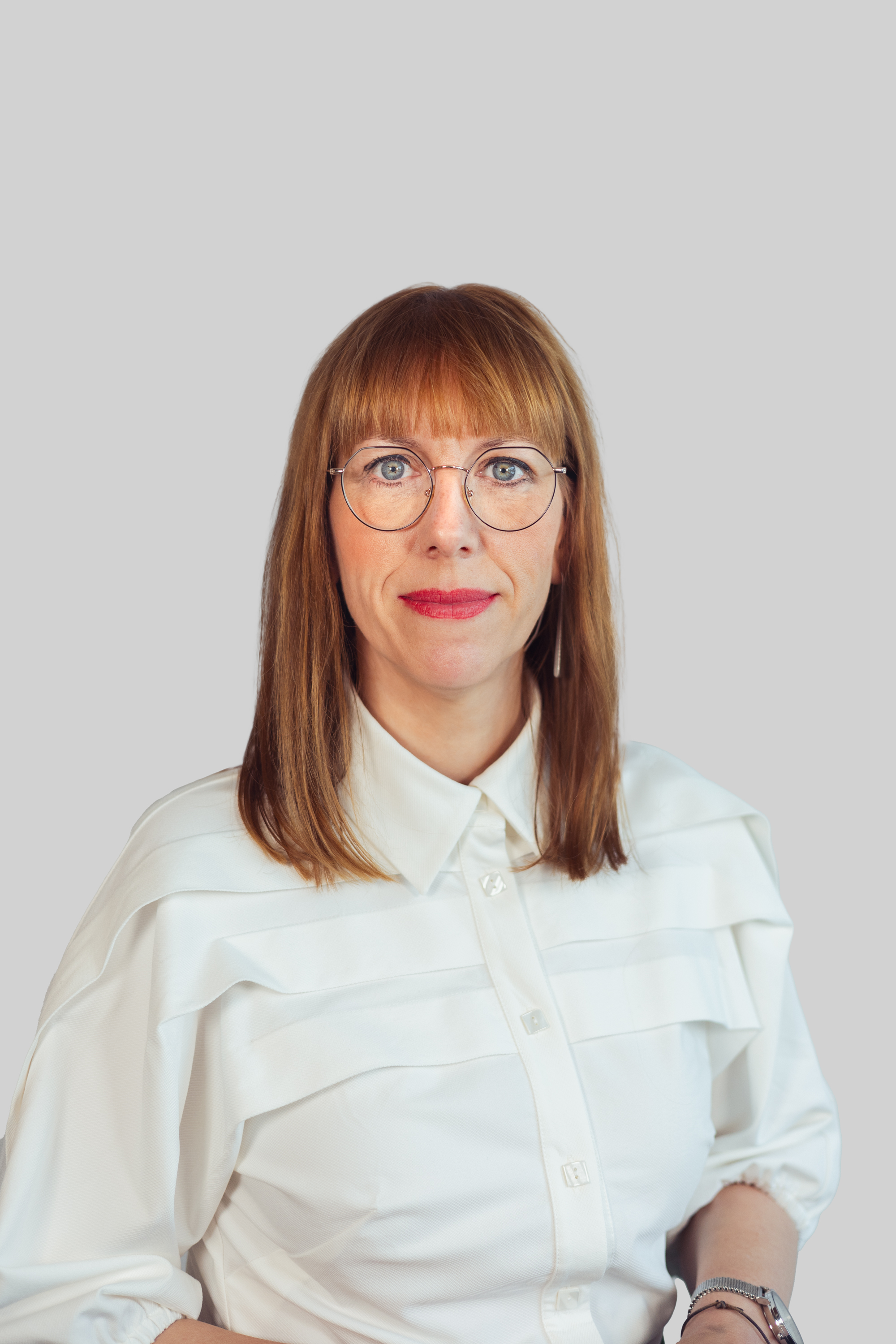
Katja Meier (2024)

Katja Meier (* 10. September 1979 in Zwickau) ist eine deutsche Politikerin (Bündnis 90/Die Grünen). Von 2019 bis 2024 war sie Sächsische Staatsministerin der Justiz und für Demokratie, Europa und Gleichstellung. Sie war von 2015 bis 2019 Abgeordnete im Sächsischen Landtag und bei der Landtagswahl in Sachsen 2019 die Spitzenkandidatin der Grünen. Seit 2024 ist sie erneut Abgeordnete im Sächsischen Landtag.

## Biografie
Katja Meier spielte in ihrer Jugend in der Zwickauer Punkband Harlekins Bass und war im Jugendtreff der Zwickauer Bildungs- und Begegnungsstätte Buntes Zentrum aktiv. Sie studierte nach ihrem Abitur von 1998 bis 2004 in Jena, Tartu und Münster mit Abschluss als Magistra Artium 2004 Politikwissenschaft, Neuere und Neueste Geschichte und Soziologie. Anschließend war sie in verschiedenen Funktionen bei Bündnis 90/Die Grünen beschäftigt, zunächst als Vorstandsreferentin in Hessen und von 2010 bis 2015 als Grundsatzreferentin der sächsischen Landtagsfraktion.
Meier lebt in Dresden und ist seit 2025 mit der nordrhein-westfälischen Landtagsabgeordneten und Familienministerin Josefine Paul verheiratet.

## Politik
Meier gehört seit 2005 der Partei Bündnis 90/Die Grünen an. Als Nachrückerin für Eva Jähnigen saß sie seit 12. September 2015 im Sächsischen Landtag. Sie bearbeitete in ihrer Fraktion die Themengebiete Verkehrspolitik, Rechtspolitik, Gleichstellung und Demokratie und gehörte dem Verfassungs- und Rechtsausschuss an.
Am 13. April 2019 wurde Meier durch eine Landesdelegiertenkonferenz ihrer Partei mit 97,27 Prozent der Stimmen für die Landtagswahl in Sachsen 2019 auf den ersten Listenplatz der Grünen gewählt und somit zusammen mit Wolfram Günther als Spitzenkandidatin der Grünen nominiert.
Nach der Wahl bildete sich das Kabinett Kretschmer II mit einer schwarz-grün-roten Koalition, in der Meier am 20. Dezember 2019 das Amt der Sächsischen Staatsministerin der Justiz und für Demokratie, Europa und Gleichstellung übernahm. Dabei verzichtete sie auf ihr Landtagsmandat. Für sie rückte Ines Kummer nach. Im Zuge der Bildung des Kabinetts Kretschmer III schied Meier am 19. Dezember 2024 aus dem Ministeramt aus.
Auf Vorschlag der Grünen Landtagsfraktion wählte Meier als Mitglied der 17. Bundesversammlung im Jahr 2022 den Bundespräsidenten mit.
Am 16. März 2024 wurde Meier durch die Landesdelegiertenkonferenz ihrer Partei mit 92,8 Prozent der Stimmen erneut auf den ersten Listenplatz der Grünen für die Landtagswahl und somit als Spitzenkandidatin der Grünen in Sachsen 2024 gewählt. Sie zog bei der Landtagswahl in Sachsen 2024 als eine von sieben Abgeordneten von Bündnis 90/Die Grünen in den 8. Sächsischen Landtag ein.

## Kontroverse
Anfang 2020 wurde im Internet ein Demo-Tape des Liedes Hurra, der Mai ist da von Meiers früherer Band Harlekins verbreitet, das auch die Zeile „Advent, Advent, ein Bulle brennt. Erst 1, dann 2, dann 3“ enthielt. Der stellvertretende AfD-Fraktionsvorsitzende im sächsischen Landtag, Sebastian Wippel, forderte daraufhin Meiers Rücktritt. Auch der sächsische CDU-Bundestagsabgeordnete Marian Wendt verlangte eine „ehrliche und aufrichtige Entschuldigung“: Das Mitspielen in dieser Band sei „ein harter Schlag ins Gesicht aller Polizisten- und Einsatzkräfte, die für unsere Sicherheit alles geben“ und deren Vertrauen Meier für ihre Arbeit brauche. Meier äußerte, sie habe „immer gesagt, nicht alle Texte, zu denen ich mit 16 Jahren Bass gespielt habe, teile ich über 20 Jahre später inhaltlich“. Sie verurteile „jegliche Form von Gewalt“, die „durch nichts zu rechtfertigen“ sei und der mit Mitteln des Rechtsstaates begegnet werden müsse.